# Jaws (datorspel)
Jaws är ett NES-spel, löst baserat på filmerna med samma namn, framför allt den fjärde filmen. Spelet är en av få titlar utvecklade av ett japanskt företag, och utgivna av LJN.

## Handling
Spelaren styr ett fartyg, som används för att leta reda på den så kallade "mördarhajen". På vägen kan man stanna och skicka ner en dykare under vattenytan för att döda hajar och diverse andra fiskar, samt samla snäckor. För snäckorna kan man köpa sig till uppgarderingar av fartyget. Extra snäckor kan också samlas på bonusbanorna, då ett sjöflygplan flyger över vattenytan och släpper ner bomber mot fiskarna.

### Fotnoter
1. ↑  ”List of Westone games” (på japanska). Arkiverad från originalet den 22 november 2007. https://web.archive.org/web/20071122155713/http://www.westone.co.jp/title.html.
2. 1 2 3 4  ”Release date”. Gamefaqs. 14 mars 1987. Arkiverad från originalet den 6 maj 2009. https://web.archive.org/web/20090506105447/http://www.gamefaqs.com/console/nes/data/520726.html. Läst 28 juni 2014.
3. ↑  ”Gotcha!”. NES DB. 14 mars 1986. Arkiverad från originalet den 11 mars 2015. https://web.archive.org/web/20150311182731/http://www.nesdb.se/game_more.php?id=203&rid=1. Läst 28 juni 2014.
4. ↑  ”Jaws” (på engelska). Mobygames. 14 mars 1987. http://www.mobygames.com/game/nes/jaws. Läst 28 juni 2014.